# Plesiothele
Plesiothele là một chi nhện trong họ Hexathelidae.